# Seth Barnes Nicholson
| Asteroides descubiertos: 2 | Asteroides descubiertos: 2 |
| -------------------------- | -------------------------- |
| (878) Mildred              | 6 de septiembre de 1916    |
| (1647) Menelao             | 23 de junio de 1957        |

Seth Barnes Nicholson (12 de noviembre de 1891– 2 de julio de 1963) fue un astrónomo estadounidense. Es el descubridor de cuatro lunas de Júpiter, además de un par de asteroides. Fue Editor en Jefe de la revista de astronomía Publications of the Astronomical Society of the Pacific de 1943 a 1953.

## Semblanza
Nicholson nació en Springfield (Illinois), y se crio en zonas rurales de su estado natal. Fue educado en la Universidad de Drake, donde se interesó por la astronomía.
En 1914, en el Observatorio Lick de la Universidad de California, al observar la por entonces recién descubierta luna de Júpiter Pasífae, descubrió una nueva, Sinope, cuya órbita calculó para su tesis doctoral en 1915.
Pasó gran parte de su carrera en el Observatorio del Monte Wilson, donde descubrió tres lunas jovianas más: Lisitea y Carmé en 1938 y Ananké en 1951, así como el asteroide troyano (1647) Menelaus. También calculó las órbitas de varios cometas y de Plutón.
Sinope, Lisitea, Carmé y Ananké fueron designados simplemente como "Júpiter IX", "Júpiter X", "Júpiter XI" y "Júpiter XII". No se les dio su nombre actual hasta 1975. El propio Nicholson se negó a proponer nombres.
En el monte Wilson, su principal asignación estaba relacionada con la observación de la actividad solar y produjo durante décadas informes anuales sobre la actividad de las manchas solares. También realizó una serie de expediciones de observación de eclipses para medir el brillo y la temperatura de la corona solar.
A principios de la década de 1920, con Edison Pettit, realizó las primeras observaciones sistemáticas de la radiación infrarroja de objetos celestes.
Utilizaron un termopar de vacío para medir la radiación infrarroja, calculando la temperatura de la Luna. Esto lo llevó a plantear la teoría de que la Luna estaba cubierta con una fina capa de polvo que actuaba como aislante y también los planetas, las manchas solares y las estrellas.
Sus mediciones de temperatura de las gigantes rojas cercanas condujeron a algunas de las primeras determinaciones de diámetros estelares.
Nicholson, junto con el astrónomo George Ellery Hale, formularon la "ley de Hale-Nicholson" referente a la polaridad magnética de las manchas solares.
De 1943 a 1955 fue editor de las  Publicaciones de la Sociedad Astronómica del Pacífico, de la que también fue dos veces presidente.
Murió en Los Ángeles.

## Eponimia
- El cráter lunar Nicholson lleva este nombre en su memoria.[5]
- El cráter marciano Nicholson también lleva este nombre en su memoria.[6]
- El asteroide (1831) Nicholson así mismo conmemora su nombre.[7]